# ロドリゴ・イスグロ
ロドリゴ・イスグロ（Rodrigo Isgro、1999年5月24日 - ）は、アルゼンチンのラグビー選手。

## プロフィール
- アルゼンチン・メンドーサ州メンドーサ出身[1]。
- ポジションはウィング(WTB)。
- 身長 185cm、体重 94kg

## 略歴
2021年、東京五輪の7人制アルゼンチン代表に選ばれて銅メダル獲得。